# Tomislav Valentic
Tomislav Valentic (1992 - 12 de setembro de 2009) foi um futebolista croata.